# Neptis melba
Neptis melba är en fjärilsart som beskrevs av Evans 1912. Neptis melba ingår i släktet Neptis och familjen praktfjärilar. Inga underarter finns listade i Catalogue of Life.